# 烏克蘭農業政策及食品部
农业政策及食品部（烏克蘭語： Міністерство аграрної політики та продовольства) 是乌克兰负责国家农业发展以及粮食安全政策的中央行政机关。它是乌克兰最古老的政府机构之一，可以追溯到1917年6月15日。2019年8月29日，该部併入烏克蘭經濟部。  2020年12月17日，烏克蘭當局恢復了該部門。

## 外部鏈接
- Official Website of Ukrainian Ministry of Agrarian Policy and Food （页面存档备份，存于）
- Decree of the President of Ukraine № 1085/2010 (December 9, 2010) "About optimization of central authorities"